# Лайялл, Чарльз Джеймс
Чарльз Джеймс Лайялл (англ. Charles James Lyall; 9 марта 1845 — 1 сентября 1920) — британский государственный служащий, работавший в Британской Индии, основатель города Фейсалабад.

## Биография
Чарльз родился в Лондоне 9 марта 1845 года. Он был старшим сыном банкира, которого также звали Чарльз. Его мать звали Харриет (девичья фамилия Мэтисон). В 1863 году окончил Кингс-колледж в Лондоне, а в 1867 году окончил Баллиол-колледж, получив степень бакалавра. 4 декабря 1867 года Чарльз прибыл в Индию. В 1870 году женился на Флоренции, дочери капитана Генри Фрейзера, у пары было двое сыновей и пять дочерей. В 1895 году основал город Лайяллпур, который в 1977 году был переименован в Фейсалабад. 1 сентября 1920 года Чарльз Джеймс Лайялл скончался в Лондоне, был похоронен на кладбище Putney Vale.